# Mucuna mutisiana
Mucuna mutisiana är en ärtväxtart som först beskrevs av Carl Sigismund Kunth, och fick sitt nu gällande namn av Dc. Mucuna mutisiana ingår i släktet Mucuna och familjen ärtväxter. Inga underarter finns listade i Catalogue of Life.